# لوکاس مورا
لوکاس رودریگز مورا دا سیلوا (به پرتغالی: Lucas Rodrigues Moura da Silva) وینگر اهل برزیل است که در شهر سائو پائولو و در تاریخ ۱۳ اوت ۱۹۹۲ به دنیا آمده‌است.
لوکاس مورا در تیم‌های فوتبال سائو پائولو، پاری سن ژرمن و تاتنهام هاتسپر سابقهٔ حضور دارد. این بازیکن همچنین در سال ۲۰۱۱ برای زیر ۲۰ سال برزیل به میدان رفته‌است.
لوکاس مورا در لباس تاتنهام با درخشش خود مقابل آژاکس و هتریک در نیمه نهایی لیگ قهرمانان اروپا ۲۰۱۹ باعث صعود تیمش به فینال شد تا به مصاف لیورپول برود.